# Rooibos
Pour les articles homonymes, voir Thé rouge.
Aspalathus linearis
Espèce
Classification phylogénétique
Le rooibos (mot afrikaans signifiant « buisson rougeâtre », prononcé /ʁɔj.bɔs/ en français et /ˈroːi̯.bɔs/ en afrikaans), Aspalathus linearis, est une espèce de plantes à fleurs de la famille des Fabacées. C'est un buisson qui est aussi parfois appelé buisson rouge.  
Il pousse majoritairement en Afrique du Sud dans les montagnes du Cederberg, situées au nord de la ville du Cap, dans les fynbos et qui bénéficient d'un climat méditerranéen. 
Le rooibos fait partie du genre Aspalathus. Son épithète spécifique linearis lui a été donnée par Burman pour sa structure linéaire et ses feuilles en forme d'aiguilles.
Il est surtout connu pour l'infusion obtenue avec ses feuilles ayant subi une oxydation et qui est traditionnellement servie avec du lait. Riche en antioxydants et ne contenant ni caféine ni théine, cette dernière s'est diffusée hors d'Afrique du Sud et est aujourd'hui bue dans l'ensemble des pays occidentaux, chaude ou froide, avec ou sans lait. Cette forte augmentation de la demande, associée à une zone de production limitée en Afrique du Sud a conduit à une hausse très importante du prix du rooibos sur le marché mondial depuis les années 2010,.

## Dénomination «thé rouge»
Le rooibos, bien que ne contenant aucune feuille de thé, est parfois appelé « thé rouge » par les consommateurs mais aussi par certaines marques. En France, la dénomination « thé rouge » est cependant interdite par la législation. Elle est ainsi considérée comme mensongère et susceptible de tromper le consommateur puisque le produit ne contient pas de thé (feuille du théier). Cela peut en outre prêter à confusion avec l'appellation « thé rouge » utilisée en Asie et particulièrement en Chine pour désigner le thé noir. L'utilisation de cette appellation est toutefois aujourd'hui moins fréquente du fait du gain en popularité du rooibos.

## Production
La plante de rooibos a besoin d'un climat méditerranéen et se trouve uniquement à une altitude entre 450 et 900 m. La plante est sensible au gel et à la neige lorsqu'elle est très jeune, mais les plantes matures sont adaptées aux hivers froids et aux étés chauds. Un sol profond, bien drainé, sableux et acide (pH entre 4,5 et 5,5), riche en phosphate et en potasse, est essentiel. La plante a un système racinaire fixant efficacement son propre azote,.
Pour la production de l'infusion, les feuilles de rooibos subissent généralement une oxydation leur donnant une couleur brun rougeâtre caractéristique. 
Le rooibos vert, non oxydé, peut également être produit mais sa fabrication plus exigeante (similaire à la méthode de production du thé vert) le rend plus cher que le rooibos traditionnel. Il a une saveur maltée et légèrement herbacée quelque peu différente de son homologue rouge,.

## Consommation
En Afrique du Sud, on le boit habituellement avec du lait concentré et du sucre. Sa saveur est plutôt douce. La préparation du rooibos est à peu près la même que pour d'autres infusions. Le rooibos est infusé pendant 7 à 10 minutes dans de l'eau bouillante. L'infusion vire progressivement au rouge-brun.
Il peut être bu nature mais il est souvent associé à des arômes fruités (orange, pomme, bergamote…) ou épicés.

## Propriétés de l'infusion
Le rooibos ne contient pas de caféine et a de faibles niveaux de tanin par rapport au thé noir, au thé vert ou encore au maté. 

### Effet antioxydant
Le rooibos contient plusieurs substances antioxydantes, notamment des polyphénols tels que l’aspalathine (seule source naturelle connue), la nothofagine, la quercétine et la lutéoline . Les antioxydants présents protègent les cellules de l’organisme contre les méfaits du stress oxydatif.
Bien qu’on ait observé que la plante et plusieurs de ses composants exercent une action antioxydante in vitro et sur des animaux , aucun essai clinique n'a permis à ce jour de confirmer que l’infusion de rooibos a de tels effets sur l'homme.

### Coliques, troubles digestifs et troubles du sommeil
Aucun essai clinique n'a à ce jour été mis en œuvre pour évaluer l'efficacité du rooibos contre ces affections. On n'a pas non plus identifié dans la plante les substances qui pourraient posséder l'activité pharmacologique qui lui est attribuée. Cependant, l'absence de caféine évite au rooibos de nuire au sommeil comme pourraient le faire le café, le thé ou le maté.

### Maladie cardiovasculaire
La consommation de rooibos permettrait de diminuer le taux de développement de maladie cardiovasculaire ,. Lors d’une étude clinique supervisée, la consommation de rooibos fermentés a amélioré le profil lipidique ainsi que le statut redox, tous deux pertinents pour les maladies cardiaques, chez les adultes à risque de développer une maladie cardiovasculaire (après une période de lavage de 2 semaines, 40 personnes ont consommé six tasses de rooibos fermenté par jour pendant 6 semaines, suivies d'une période de contrôle).

### Hépatotoxicité
La consommation régulière de rooibos n’est pas recommandée pour les personnes atteintes d’une maladie du foie. Trois cas d’hépatotoxicité (dommage au foie) ont en effet été rapportés en cas de consommation régulière de rooibos ,,, dont un patient en France en septembre 2019 .

## Galerie

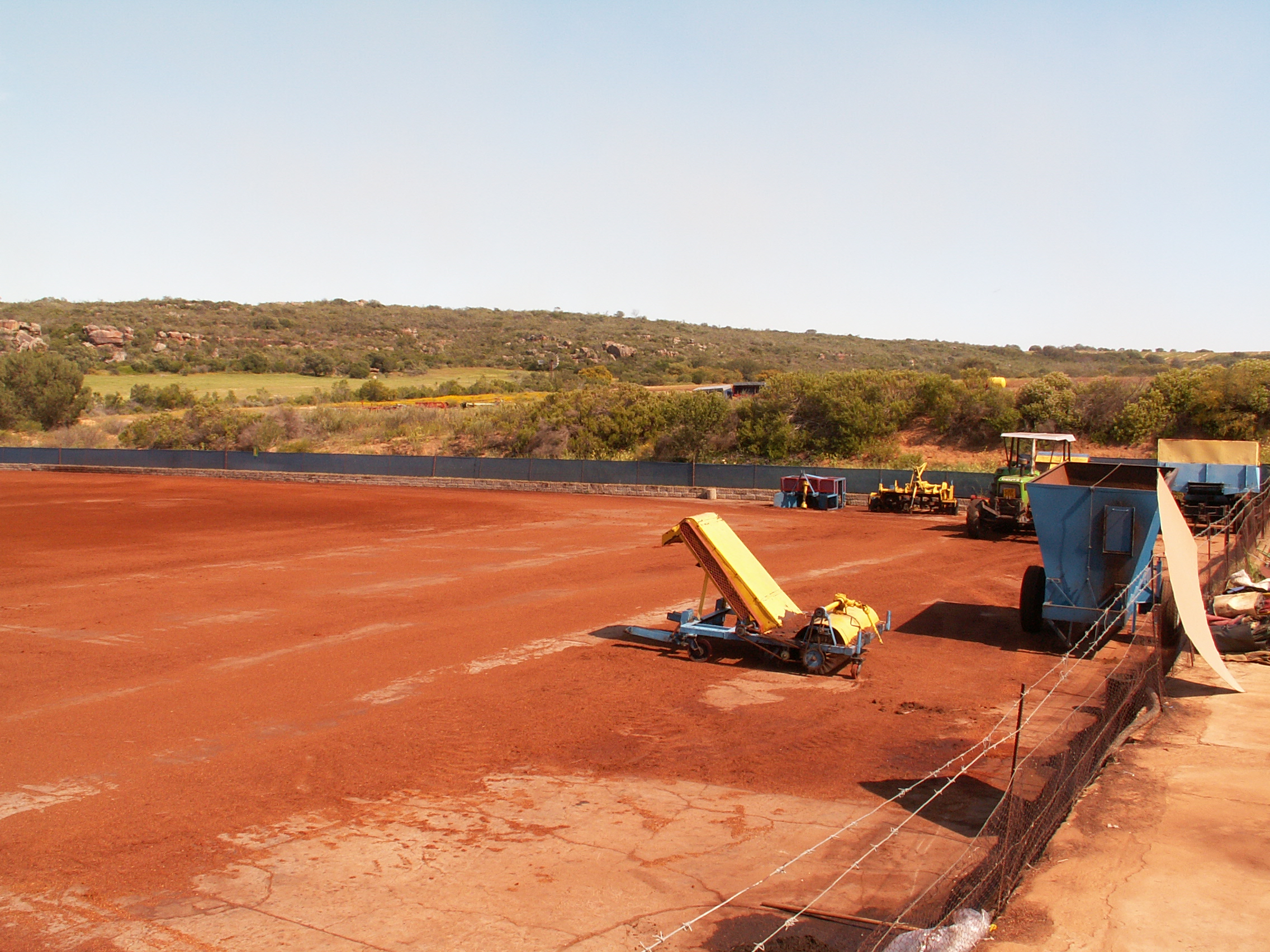
Aire de séchage.
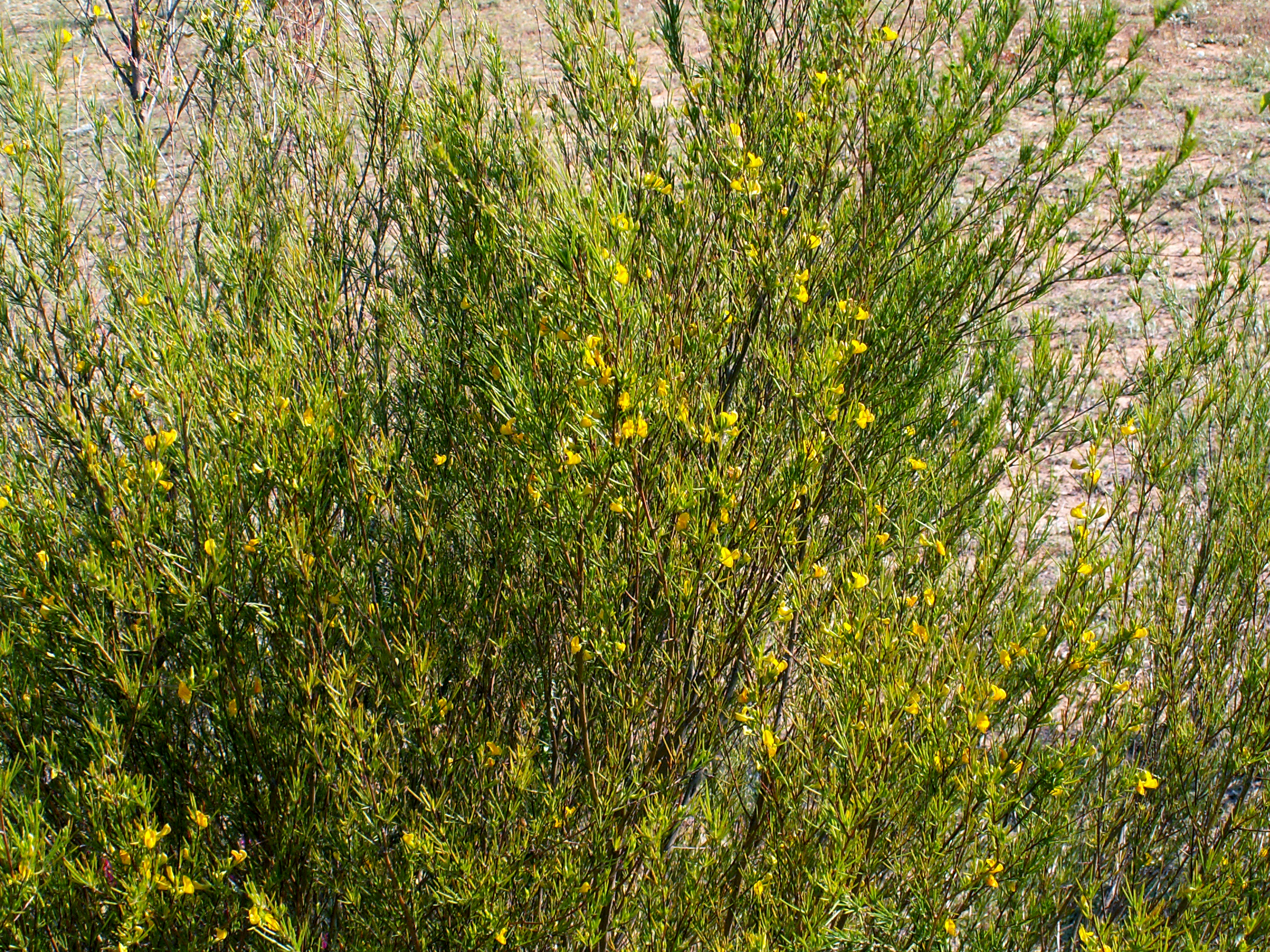
Buisson de Rooibos.
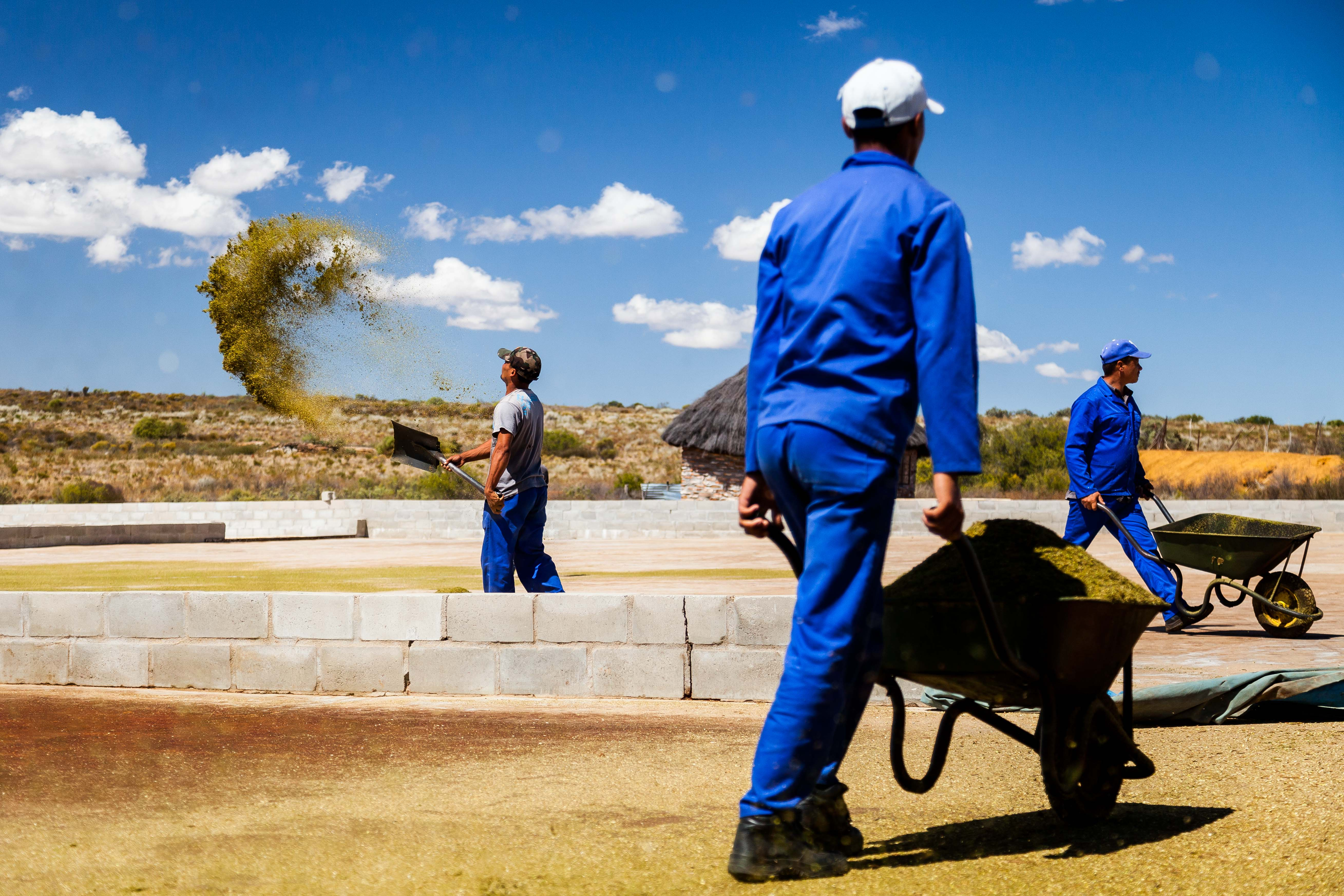
Coopérative à Nieuwoudtville.
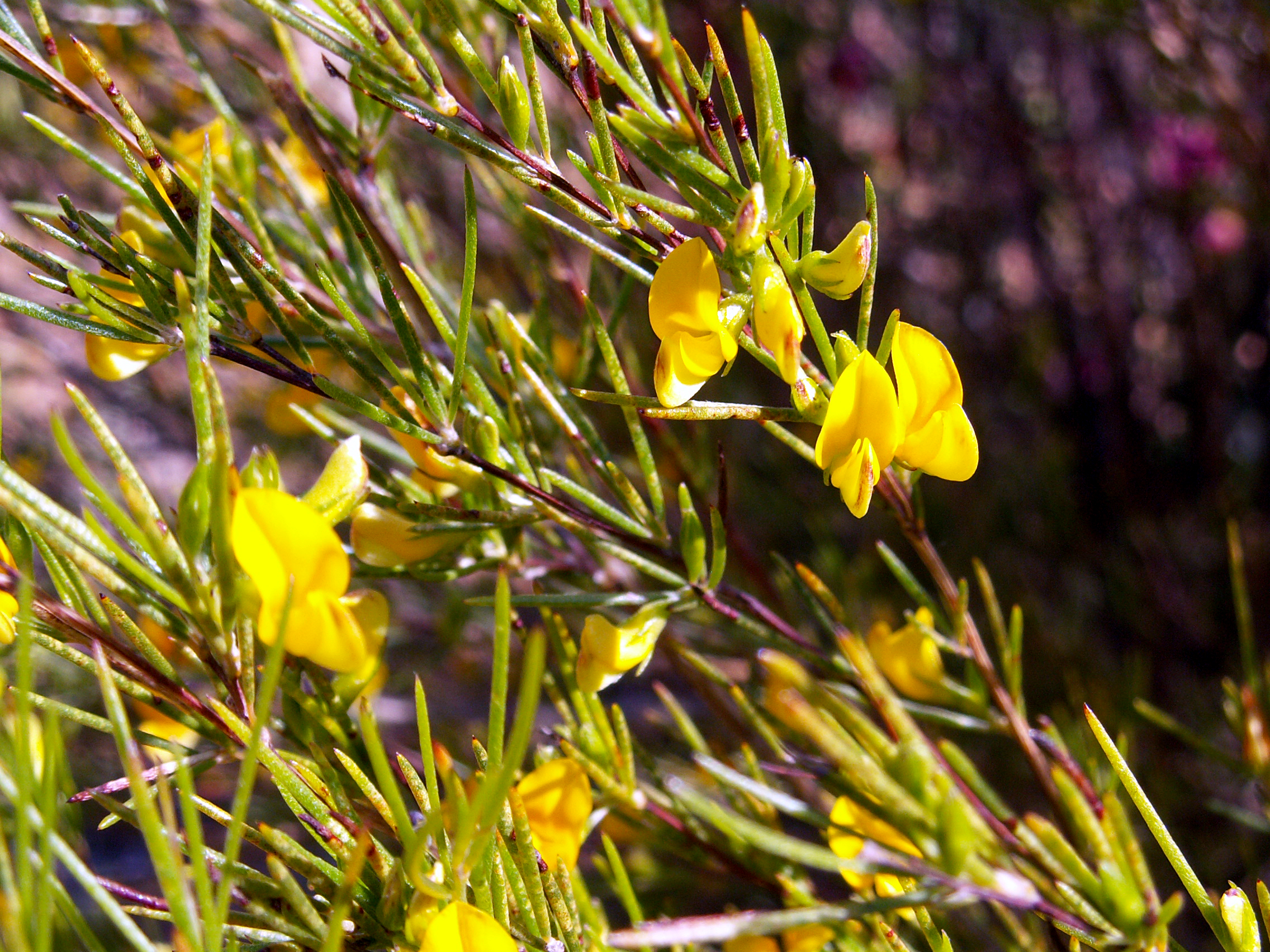
Fleur de Rooibos.
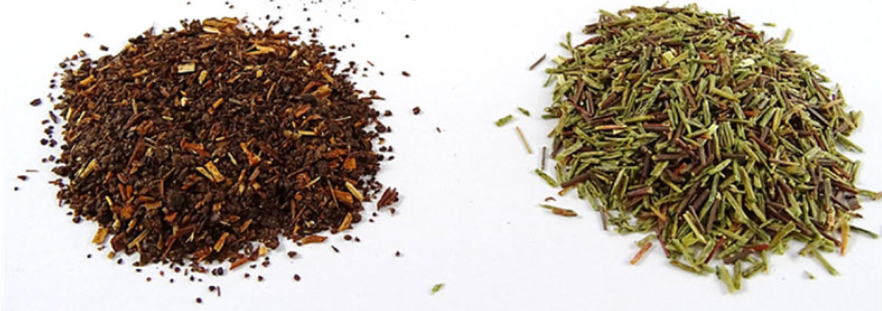
Rooibos rouge (fermenté) et rooibos vert (non fermenté).